# Верхні Діри
Верхні Діри (Horné diery) — каньйон в Словаччині; знаходиться в масиві Криванська Фатра. Знаходиться біля села Терхова.
В ущелині є 9 водоспадів висотою 2-4 метри. Через ущелину проходить екологічна стежка.